# Lista de deputados estaduais da Paraíba da 8.ª legislatura
Esta é a lista de deputados estaduais da Paraíba para a legislatura 1975–1979. Nas eleições estaduais, foram eleitos 33 deputados estaduais. 

## Composição das bancadas
| Partido | Líder            | Bancada | Posição  |
| ------- | ---------------- | ------- | -------- |
| ARENA   | Enivaldo Ribeiro | 22 / 33 | Governo  |
| MDB     | Orlando Almeida  | 11 / 33 | Oposição |

## Deputados estaduais
Na disputa pelas 33 vagas da Assembleia Legislativa da Paraíba a ARENA conquistou 22 cadeiras e o MDB 11.
| Deputados estaduais eleitos | Partido | Votação | Percentual | Cidade onde nasceu     | Unidade federativa |
| Enivaldo Ribeiro            | ARENA   | 15.156  | 3,12%      | Campina Grande         | Paraíba            |
| Edme Tavares                | ARENA   | 14.661  | 3,02%      | Cajazeiras             | Paraíba            |
| Evaldo Gonçalves            | ARENA   | 13.355  | 2,75%      | São João do Cariri     | Paraíba            |
| José Lacerda Neto           | ARENA   | 13.060  | 2,69%      | São José de Piranhas   | Paraíba            |
| Ramalho Leite               | ARENA   | 11.898  | 2,45%      | Bananeiras             | Paraíba            |
| Inácio Morais               | ARENA   | 11.886  | 2,45%      | Santa Luzia            | Paraíba            |
| Nominando Diniz             | ARENA   | 11.555  | 2,38%      | Princesa Isabel        | Paraíba            |
| Chico Soares                | ARENA   | 11.180  | 2,31%      | Patos                  | Paraíba            |
| José Soares Madruga         | ARENA   | 10.927  | 2,25%      | Itaporanga             | Paraíba            |
| Assis Camelo                | ARENA   | 10.515  | 2,17%      | Bayeux                 | Paraíba            |
| Juracy Palhano              | ARENA   | 10.515  | 2,17%      | Remígio                | Paraíba            |
| Ananias Gadelha             | ARENA   | 10.510  | 2,17%      | Cajazeiras             | Paraíba            |
| Chico Vieira                | ARENA   | 10.427  | 2,15%      | Lagoa                  | Paraíba            |
| Waldir dos Santos           | ARENA   | 10.154  | 2,09%      | Campina Grande         | Paraíba            |
| Américo Maia                | ARENA   | 10.049  | 2,07%      | Catolé do Rocha        | Paraíba            |
| Antônio Montenegro          | ARENA   | 9.980   | 2,06%      | Rio Tinto              | Paraíba            |
| Egídio Madruga              | ARENA   | 9.813   | 2,02%      | Pedras de Fogo         | Paraíba            |
| Paulo Gadelha               | MDB     | 9.488   | 1,96%      | Sousa                  | Paraíba            |
| Orlando Almeida             | MDB     | 9.378   | 1,93%      | Campina Grande         | Paraíba            |
| Inácio Pedrosa              | MDB     | 9.357   | 1,93%      | Cruz do Espírito Santo | Paraíba            |
| Bosco Barreto               | MDB     | 9.158   | 1,89%      | Cajazeiras             | Paraíba            |
| Zé Lira                     | MDB     | 9.076   | 1,87%      | Teixeira               | Paraíba            |
| Waldir Bezerra              | MDB     | 8.800   | 1,81%      | Campina Grande         | Paraíba            |
| Rui Gouveia                 | MDB     | 8.609   | 1,78%      | Campina Grande         | Paraíba            |
| Padre Levi Rodrigues        | MDB     | 8.494   | 1,75%      | Patos                  | Paraíba            |
| Luiz Ferreira Barros        | ARENA   | 8.459   | 1,74%      | Cabedelo               | Paraíba            |
| José Fernandes de Lima      | MDB     | 8.385   | 1,73%      | Mamanguape             | Paraíba            |
| Laércio Pires               | MDB     | 8.191   | 1,69%      | Sousa                  | Paraíba            |
| Gustavo Amorim              | MDB     | 11.292  | 1,29%      | Mulungu                | Paraíba            |
| Manoel Gaudêncio            | ARENA   | 6.852   | 1,41%      | Campina Grande         | Paraíba            |
| Edivaldo Motta              | ARENA   | 6.840   | 1,41%      | Patos                  | Paraíba            |
| Sócrates Pedro              | ARENA   | 6.436   | 1,33%      | Campina Grande         | Paraíba            |
| Nilo Feitosa                | ARENA   | 6.160   | 1,27%      | Monteiro               | Paraíba            |